# Corné van Zeijl

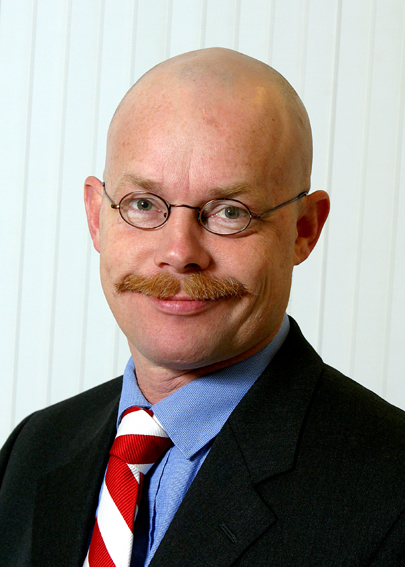
Corné van Zeijl

Corné van Zeijl (Wateringen, 8 april 1965) is een Nederlands vermogensbeheerder en beurscommentator.

## Loopbaan
Corné van Zeijl begon zijn carrière als analist voor Staalbankiers in 1986. In 1989 maakte hij de overstap als analist naar Robeco EffectenBank. Tussen 1994 en 2003 was hij hoofd beleggingen voor verzekeraar Zurich Financial Nederland. In 2003 werd deze verzekeraar overgenomen door SNS-Reaal. Daar beheerde hij het SNS Nederland Aandelenfonds, met een belegd vermogen van ongeveer 1,2 miljard euro. Toen de SNS bank en Reaal van elkaar werden gescheiden, kreeg de vermogensbeheerder een nieuwe naam ACTIAM. In 2016 is het Nederland fonds opgegaan in een Europees aandelenfonds. Sindsdien is hij strateeg en econoom en is hij mede verantwoordelijk voor de asset allocatie.

## Columns
Corné van Zeijl schrijft een wekelijkse column in het Financieele Dagblad over beursonderwerpen.
Daarnaast levert hij veel commentaar in verschillende media, zoals RTLZ, Telegraaf VNDG, BNR, WNL en diverse overige media en wordt hij als spreker gevraagd op congressen. Van Zeijl is ook auteur van het boek Centen & sentiment. Het boek heeft betrekking op de psychologische aspecten van het beleggersgedrag, de Behavioural Finance. In 2017 kwam een tweede boek onder eigen beheer uit 365 tegeltjeswijsheden voor de belegger.

## Politiek
Van Zeijl is bestuurder van de Westlandse VVD.

## Publicatie
- Centen & sentiment, 2001, ISBN 9789025461904